# 艮峙駅
艮峙駅（カンチえき）は、大韓民国忠清南道保寧市にかつて存在した韓国鉄道公社（KORAIL）長項線の駅である。

## 沿革
- 1931年8月1日：普通駅として営業開始。
- 1982年4月23日：駅舎竣工。
- 1983年12月10日：舒川火力線(艮峙 - 冬栢亭間21.7km) 竣工。
- 1990年1月1日：小荷物取り扱い停止。
- 1995年10月23日：民需用無煙炭到着取り扱い駅の指定。
- 1999年7月：舒川火力線観光列車運行開始。
- 2007年6月1日：旅客取扱停止。
- 2017年5月25日：貨物取扱中止。
- 2018年3月20日：舒川火力線廃止。
- 2020年8月13日：廃止。

## 隣の駅
韓国鉄道公社
長項線 
熊川駅 - 艮峙駅 - 板橋駅